# Mendon (Nowy Jork)
Mendon – miasto w Stanach Zjednoczonych, w stanie Nowy Jork, w hrabstwie Monroe.